# Catapodium rigidum
Catapodium rigidum é uma espécie de planta com flor pertencente à família Poaceae. 
A autoridade científica da espécie é (L.) Dony, tendo sido publicada em Flora of Bedfordshire 437. 1953.
O seu nome comum é desmazéria-rija.

## Portugal
Trata-se de uma espécie presente no território português, nomeadamente no Arquipélago da Madeira.
Em termos de naturalidade é nativa da região atrás indicada.

## Protecção
Não se encontra protegida por legislação portuguesa ou da Comunidade Europeia.